# Yves Boisset
Yves Boisset   (5è districte de París, 14 de març de 1939 - Levallois-Perret, 31 de març de 2025) va ser un director de cinema francès.

## Biografia
Va col·laborar en revistes especialitzades (Cinéma, Midi Minuit Fantastique ), així com al setmanari Les Lettres françaises , i va treballar amb Jean-Pierre Coursodon i Bertrand Tavernier a la primera edició de «Vint Anys de Cinema Americà», el 1960.
Als anys 1970, va ser un dels representats del cinema d'esquerra, inspirant-se sovint en esdeveniments reals: la policia (Un con), l'assumpte Ben Barka (L'atemptat), el racisme (Crònica d'una violació, per la qual va demanar que col·laboressin en el guió Jean-Pierre Bastid i Michel Martens), la intrusió de la política en el món judicial (El jutge Fayard anomenat el xèrif). També va ser el primer a abordar la guerra d'Algèria (R.A.S.). Va adaptar diversos autors reconeguts: Michel Déon i el seu Taxi malva, Maria Cardenal amb André Weinfeld per a La Clé à la porte, Jean-Patrick Manchette amb Folle à tuer, Philippe Djian i Bleu comme l'enfer.
A partir de mitjans dels anys 1980, va passar a dedicar-se quasi exclusivament a la televisió (el seu últim llargmetratge al cinema és La Tribu, de 1990), amb realitzacions històriques: L'Affaire Seznec, L'Affaire Dreyfus, Le pantalon (affaire Lucien Bersot, afusellat), Jean Moulin, L'Affaire Salengro. Havent investigat sobre les massacres de membres de l'Ordre du Temple solaire per a la seva pel·lícula Les Mystères sanglants de l'OTS, va ser cridat com a testimoni de la defensa en el procés del director d'orquestra franco-suís Michel Tabachnik.
El 2011, va publicar la seva autobiografia La Vie est un choix (Edicions Plon). En una entrevista, convidat per Ràdio-Courtoise, va comentar la seva obra i el conjunt de la seva carrera. Allà va expliar com France Télévisions l'hauria impedit de posar certes imatges d'arxiu de la Segona Guerra Mundial en el seu 12 balles a la peau per Pierre Laval.

## Filmografia
Les seves pel·lícules més destacades són:

### Ajudant de director
- 1959: Il vento si alza d'Yves Ciampi
- 1961: Qui êtes-vous, Monsieur Sorge ? d'Yves Ciampi
- 1961: Le Colosse de Rhodes de Sergio Leone
- 1962: Liberté 1 d'Yves Ciampi
- 1963: L'Aîné des Ferchaux de Jean-Pierre Melville
- 1964: L'Arme à gauche, de Claude Sautet
- 1966: Un monde nouveau, de Vittorio De Sica
- 1966: Es crema París? (Paris brûle-t-il ?), de René Clément
- 1966 Trappola per l'assassino de Riccardo Freda
- 1966: Coplan ouvre le feu a Mexico, de Riccardo Freda

### Director

#### Cinema
- 1968: Coplan sauve sa peau
- 1970: Cran d'arrêt
- 1970: L'agent (Un condé)''
- 1971: Le Saut de l'ange
- 1972: L'atemptat (L'Attentat)
- 1973: R.A.S.
- 1975: Folle à tuer
- 1975: Crònica d'una violació (Dupont Lajoie)
- 1977: Un taxi malva (Un taxi mauve)
- 1977: El jutge Fayard anomenat el xèrif (Le juge Fayard dit le Xeriff)
- 1978: La Clé à la porte
- 1980: La Femme Police
- 1981: Allons z'enfants
- 1982: Espia, desperta't (Espion, lève-toi)
- 1983: El preu del perill (Le Prix du danger)
- 1984: Canicule
- 1986: Bleu comme l'enfer
- 1988: La Travestie
- 1989: Radio Corbeau
- 1991: La Tribu

#### Televisió
- 1966: Rouletabille (episodi Le parfum de la dame en noir) (sèrie TV)
- 1979: Histoires insolites (episodi La stratégie du serpent)
- 1987: Sèrie noire: La Fée Carabine
- 1988: Médecins des homes (sèrie TV)
- 1989: Le Suspect
- 1990: Double Identity
- 1991: Les Carnassiers
- 1993: Morlock
- 1993: L'Affaire Seznec
- 1993: Chute libre
- 1995: L'Affaire Dreyfus
- 1996: Morlock: el tunnel
- 1996: Les Amants de rivière rouge (fulletó TV)
- 1997: La Fine équipe
- 1997: Une leçon particulière
- 1997: Le Pantalon
- 1999: Sam
- 2001: Les Redoutables (episodi Poisson d'abril) (sèrie TV)
- 2001: Dormir avec le diable
- 2001: Cazas
- 2002: Jean Moulin
- 2005: Ils veulent cloner le Christ
- 2006: Les Mystères sanglants de l'OTS
- 2007: La Bataille d'Alger
- 2009: L'Affaire Salengro
- 2009 12 balles a la peau per Pierre Laval amb Christophe Malavoy

## Premis i nominacions

### Premis
- 1975: Gran Premi del Jurat (Berlinale) per Crònica d'una violació

### Nominacions
- 1975: Lleó d'Or per Crònica d'una violació
- 1977: Palma d'Or per Un taxi mauve